# Zapotitlán Lagunas
Zapotitlán Lagunas là một đô thị thuộc bang Oaxaca, México. Năm 2005, dân số của đô thị này là 3098 người.